# Raouf Ben Amor (football)
Pour les articles homonymes, voir Raouf Ben Amor et Ben Amor.
Raouf Ben Amor (arabe : رؤوف بن عمر), né le 10 septembre 1944, est un joueur de football tunisien.

## Biographie
Son club attitré, l'Étoile sportive du Sahel, l'a autorisé à jouer aussi en équipe nationale.